# Actinote calymmoides
Actinote calymmoides är en fjärilsart som beskrevs av Hayward 1935. Actinote calymmoides ingår i släktet Actinote och familjen praktfjärilar. Inga underarter finns listade i Catalogue of Life.